# Domínio de Shimotsuma
O Domínio de Shimotsuma (松代藩, Shimotsuma-han) foi um Han do Período Edo da História do Japão. Localizava-se na Província de Hitachi na atual Ibaraki.

## História
Durante o período Sengoku, a região ao redor de Shimotsuma era controlada pelo Ramo Tagaya do clã Yūki. Embora os Tagaya prometessem lealdade a Tokugawa Ieyasu após a Batalha de Odawara em 1590, seu apoio aos Tokugawa era ínfimo, e durante a Batalha de Sekigahara, os Tokugawa passaram para o lado do clã Uesugi, sendo portanto destituído de seus 60.000 koku.
O domínio foi então atribuído ao 11º filho de Tokugawa Ieyasu, Tokugawa Yorifusa, que mais tarde se tornou o fundador do Domínio de Mito. Ele foi substituído em Shimotsuma por Matsudaira Tadamasa, o filho de Yūki Hideyasu, e este substituído por Matsudaira Sadatsuna. Após sua transferência para o Domínio de Kakegawa em 1619, o domínio tornou-se território tenryō controlado diretamente pelo xogunato até 1712.
Em 1712, Inoue Tadanaga, um vassalo e confidente de Tokugawa Ienobu numa época anterior a este se tornar Shogun, subiu através da hierarquia do governo e através de mérito e herança, alcançou os 10.000 koku necessários para se tornar de daimiô. Então o Domínio de Shimotsuma foi reativado para se tornar seu feudo, e permaneceu nas mãos do clã Inoue até a restauração Meiji. Um dado interessante é que dez dos 14 daimiôs Inoue foram adotados por outras famílias, devido à tendência dos governantes de morrer jovem e sem herdeiro.
Durante a Guerra Boshin, o último daimiô Inoue, Inoue Masaoto inicialmente ficou do lado das forças pró-Tokugawa, mas depois mudou de lado para a causa imperial. No entanto, muitos de seus samurais se opuseram a essa mudança e desertaram para lutar ao lado do Domínio de Aizu durante a Batalha de Aizu. Por causa disso, o governo Meiji declarou inicialmente que ele era um traidor e que perderia seu domínio, mas devido aos fortes argumentos de seu karō e do seppuku dos líderes pro-Tokugawa, a decisão foi rescindida. Mais tarde, quando foi instituído o Kazoku passou a ter o título de shishaku (visconde) durante o período Meiji.
O domínio era constituído por 329 famílias num total de 2.055 pessoas em  de acordo com um censo realizado em 1855.

## Lista de Daymo
- Clã Tagaya (tozama ; 60.000 koku)

1. Tagaya Shigetsune (1591-1601)

- - Clã Tokugawa (shinpan; 100.000 koku)

1. Tokugawa Yorifusa (1606-1609)

- Período como tenryō, 1609-1615.

- - Clã Matsudaira (Echizen) - (shinpan; 30.000 koku)[3]

1. Matsudaira Tadamasa (1615-1616)

- - Clã Matsudaira (Hisamitsu) (shinpan ; 30.000 koku)

1. Matsudaira Sadatsuna (1616-1618)

- Período como tenryō , 1619-1712.

- - Clã Inoue (Fudai; 10.000 koku)

1. Inoue Masanaga (1712-1720)
2. Inoue Masaatsu (1720-1753)
3. Inoue Masatoki (1753-1760)
4. Inoue Masamune (1760-1784)
5. Inoue Masaki (1784-1789)
6. Inoue Masahiro (1789-1814?)
7. Inoue Masanori (1814? -1816)
8. Inoue Masatomo (1816-1819)
9. Inoue Masatami (1819-1828)
10. Inoue Masakata (1828-1845)
11. Inoue Masayoshi (1845-1852)
12. Inoue Masanobu (1852-1856)
13. Inoue Masakane (1856-1866)
14. Inoue Masaoto (1866-1871)